# Петровский, Николай Александрович (1884)
Никола́й Алекса́ндрович Петро́вский (1884 — неизвестно) — полковник лейб-гвардии Кирасирского Его Величества полка, герой Первой мировой войны. Участник Белого движения на Юге России, генерал-майор.

## Биография
Из дворян. Сын генерала от кавалерии Александра Фёдоровича Петровского.
По окончании Пажеского корпуса в 1903 году по 1-му разряду, выпущен был корнетом в лейб-гвардии Кирасирский Его Величества полк. Состоял полковым адъютантом 4 года. Произведен в поручики 6 декабря 1907 года, в штабс-ротмистры — 6 декабря 1911 года. В 1909 году был назначен флигель-адъютантом. В 1912 году окончил курс Офицерской кавалерийской школы «отлично».
В Первую мировую войну вступил со своим полком. Пожалован Георгиевским оружием
За то, что в бою в ночь с 26 на 27 февраля 1915 года, командуя левым боевым участком, штыковым боем выбил немцев из укрепленной позиции у д. Дембовый Рог. Этим блестящим действием оказал полное содействие отряду.
Произведен в ротмистры 12 августа 1915 года «за выслугу лет», в полковники 6 июля 1916 года — «в сравнение с сверстниками».
В Гражданскую войну участвовал в Белом движении на Юге России в составе ВСЮР и Русской армии Врангеля. 13 марта 1919 года назначен командиром эскадрона лейб-гвардии Кирасирского Его Величества полка, 24 марта — помощником командира, а затем командиром дивизиона того же полка в Сводном полку гвардейской кирасирской дивизии. Временно исполнял обязанности командира Сводного полка (с 18 мая по 4 июня) и 1-го гвардейского сводно-кирасирского полка (с 22 июня по 12 июля). Осенью 1919 года — командир дивизиона 1-го сводно-гвардейского кавалерийского полка. 25 марта 1920 года назначен командиром Гвардейского отряда, который, неся большие потери, оборонял Перекопский перешеек, затем до мая 1920 — командир дивизиона лейб-гвардии Кирасирского Его Величества полка. Произведен в генерал-майоры 17 мая 1920 года за боевые отличия. Был командиром Гвардейского кавалерийского полка до эвакуации Крыма.
В эмиграции в Югославии. Состоял представителем полкового объединения. В годы Второй мировой войны служил в Русском корпусе. 31 октября 1941 года назначен командиром 6-й сотни (эскадрона) 2-го батальона 1-го полка (в чине гауптмана), в мае 1942 года — командир 1-го батальона 3-го полка. 1 марта 1943 года назначен командиром 7-й роты, 6 марта 1944 года — командиром 3-го батальона того же полка (в чине майора). Пропал без вести под Авалой после 18 октября 1944 года.
Оставил воспоминания, опубликованные в историческом обзоре «Кирасиры Его Величества. 1902—1914: Последние годы мирного времени» под заглавием «Мои воспоминания о жизни нашего полка за время моей службы в полку, т.е. с 5 июня 1903 года». Отрывок из этих воспоминаний был переиздан в сборнике «Царскосельский некрополь» (СПб., 2014). Был женат на воспитаннице Смольного института, фрейлине Александре Павловне Шиповой, дочери генерала П. Д. Шипова, на 1916 год у пары было двое детей.

## Награды
- Орден Святого Станислава 3-й ст. (ВП 6.12.1908)
- Орден Святой Анны 3-й ст. (ВП 1.02.1913)
- Орден Святого Станислава 2-й ст. с мечами (ВП 6.10.1914)
- Георгиевское оружие (ВП 10.06.1915)
- Орден Святого Владимира 4-й ст. с мечами и бантом (ВП 6.10.1915)
- мечи и бант к ордену Св. Анны 3-й ст. (ВП 25.06.1916)
- Орден Святой Анны 2-й ст. с мечами (ВП 7.11.1916)

Иностранные:
- гессенский Орден Филиппа Великодушного, кавалерский крест 1-го кл. (1912)
- греческая серебряная медаль (1902)